# Ikhwan-ul-Musalmeen
Ikhwan-ul-Musalmeen fou un grup guerriller de Caixmir creat a la segona meitat dels anys vuitanta i de fet sota el control dels serveis secrets pakistanesos. Va participar en totes les organitzacions multipartidistes musulmanes. Se'l considerava un grup centrista.
Molts dels seus combatents van ser detinguts i altres es van rendir vers 1996 i 1997 i amb ells i alguns altres voluntaris els serveis secrets indis van formar una milícia fidel coneguda com a Jammu and Kashmir Ikhwan.